# 220
Cette page concerne l'année 220  du calendrier julien. Pour l'année 220 av. J.-C., voir 220 av. J.-C. Pour le nombre 220, voir 220 (nombre).
L'année 220 est une année bissextile qui commence un samedi.

## Événements
- Automne[1] : l'empereur Élagabal épouse la grande Vestale Julia Aquilia Severa après avoir répudié Julia Paula[2].
- 11 décembre : le dernier empereur des Han, Xiandi, est détrôné par Cao Pi, qui fonde la dynastie Wei. Avec la fin de la dynastie Han, la Chine est divisée en trois royaumes : Wei, Shu et Wu. La période dite des Trois Royaumes débute[3].

## Naissance en 220
- Odénat, prince de Palmyre.

## Décès en 220
- 15 mars : Cao Cao, seigneur de guerre, écrivain et poète de la fin de la dynastie Han en Chine antique  (° 155).
- Août : Huang Zhong, Seigneur de guerre et l'un des 5 Tigres de Shu